# Tête à tête avec Johnny Hallyday
Albums de Johnny Hallyday
Johnny Hallyday et ses fans au festival de rock 'n' roll (33 tours 25cm)
(5 avril 1961) Viens danser le twist (33 tours 25cm)
(20 septembre 1961)
Singles
1. 24 000 baisers - Tu es là - Ton fétiche d'amour - Sentimental
Sortie : 31 mars 1961
2. À New Orléans - Mon vieux copain - Hey Pony - Si tu restes avec moi
Sortie : 14 juin 1961

Tête à tête avec Johnny est le 3e 33 tours 25 cm de Johnny Hallyday. Paru le 31 juillet 1961, il est le dernier disque original du chanteur pour la firme Vogue.

## Histoire
Lorsque Vogue fait paraitre, le 31 juillet 1961, le 33 tours 25 cm Tête à tête avec Johnny Hallyday la rupture entre la maison de disque et le chanteur est déjà consommée (avec pour conséquence un procès qui trouvera son terme définitif en 1968 à la faveur du chanteur) et ce dernier est déjà, depuis le 19 juillet, sous contrat avec les disques Philips, qui font paraître leur premier 25cm d'Hallyday Viens danser le twist (enregistré du 5 au 12 septembre, en Angleterre aux studios Fontana), ainsi qu'un super 45 tours, le 20 septembre 1961,,, le jour même où pour la première fois il se produit à l'Olympia de Paris pour trente représentations.
Si (concernant le chanteur), il est la dernière parution originale de Vogue, le disque Tête à tête avec Johnny Hallyday ne propose aucune nouvelle chanson ; les huit morceaux au programme sont précédemment sortis en deux super 45 tours au printemps.
Pourtant, à postériori, ce disque est doté d'une rare version de la chanson À New Orléans d'une durée de 2'50 (les versions présentes sur le 45 tours promotionnel et sur le super 45 tours sont identiques). Toutes les rééditions postérieures à l'édition originale, ainsi que les compilations vinyles et/ou CD incluant la chanson, pour des raisons inconnues sont plus courtes de plusieurs secondes (le fondu en fin de morceau est différent), soit 2'40,,,. Daniel Lesueur avance l'hypothèse que la bande magnétique originale a été égarée.

## Autour de l'album
- 31 juillet 1961 :

33 tours 25cm Vogue, référence originale : LD 549
- 31 mars 1961 :

super 45 tours Vogue EPL 7838 : 24 000 baisers , Tu es là, Ton fétiche d'amour, Sentimental
- 14 juin 1961 :

super 45 tours Vogue EPL 7862 : À New Orléans, Mon vieux copain, Hey Pony, Si tu restes avec moi

## Titres
| 1. | À New Orleans (New Orleans)          | Jil et Jan (adaptation)      | Franck Guida, Joe Royster                       | 2:50 |
| 2. | Sentimental (Baby I Don't Care (en)) | Michel Emer (adaptation)     | Jerry Leiber, Mike Stoller                      | 1:48 |
| 3. | Mon vieux copain                     | Jil et Jan                   | Johnny Hallyday                                 | 2:53 |
| 4. | Hey Pony (Pony Time)                 | Hubert Ithier (adaptation)   | Don Covay, John Berry                           | 2:20 |
| 5. | 24 000 baisers (24 000 bacchi)       | Fernand Bonifay (adaptation) | Lucio Fulci, Piero Vivarelli, Adriano Celentano | 2:19 |
| 6. | Si tu restes avec moi                | Jil et Jan                   | Johnny Hallyday                                 | 2:28 |
| 7. | Tu es là                             | Fernand Bonifay              | J. Budes, Serge Plegat                          | 1:33 |
| 8. | Ton fétiche d'amour                  | Jil et Jan                   | Johnny Hallyday                                 | 2:17 |

## Classements hebdomadaires
| Classement (2003) | Meilleure position |
| ----------------- | ------------------ |
| France (SNEP)     | 64                 |